# Vi tänder ett ljus
Vi tänder ett ljus är en psalm med text skriven 1981 av Daniel Kviberg. Musik skriven av Torgny Erséus år 1991.

## Publicerad i
- Psalmer i 90-talet som nummer 837 under rubriken "Kyrkans år"
- Psalmer och Sånger 1987 som nummer 809 under rubriken "Kyrkoåret - Advent".[1]
- Psalmer i 2000-talet som nummer 931 under rubriken "Kyrkans år"
- Hela familjens psalmbok 2013 som nummer 69 under rubriken "Hela året runt".[2]